# Lwiwwodokanał
Lwowskie Miejskie Komunalne Przedsiębiorstwo „Lwiwwodokanał” (ukr. Львівське міське комунальне підприємство „Львівводоканал”, ЛКП „Львівводоканал”) – przedsiębiorstwo komunalne (spółka miejska), które posiada we Lwowie monopol na dostawę wody, odbiór ścieków oraz do którego należy sieć wodociągowa i kanalizacyjna.

## Historia lwowskich wodociągów do 1939 r.
Pierwszy wodociąg we Lwowie powstał w XIV wieku, ale miasto leżąc na europejskim dziale wodnym od początku istnienia miało problemy z zaopatrzeniem w wodę. Początkowo czerpano ją ze studni kopanych, wierconych i pompowych. Do twierdzy lwowskiej wodę doprowadzał wodociąg grawitacyjny zasilany źródłami naturalnymi bijącymi u podnóży okolicznych wzgórz. W połowie XVII powadzono księgi rachunkowe, gdzie odnotowywano wydatki na utrzymanie źródeł i wodociągów. W 1648 podczas oblężenia Lwowa przez wojska Bohdana Chmielnickiego wojska kozackie odcięły dopływ wody płynącym rurociągiem ze Wzgórz Janowskich. Pierwsze rurociągi były budowane z rur glinianych, które uszczelniano lepikiem sporządzanym z wapna i kitu. Kolejne sporządzano z drążonych pni sosnowych, a w pierwszej połowie XIX wieku zaczęto stosować rury żeliwne.
W latach 1899–1900 powstał według projektu Zygmunta Pawła Rodakowskiego wodociąg z położonej 29 km na północny zachód Woli Dobrostańskiej, uruchomiono go w marcu 1901. Zasilany był ze stawów i górnego biegu rzeki Wereszycy oraz źródeł naturalnych. Podczas wojny polsko-ukraińskiej 26 grudnia 1918 wodociąg unieruchomiło wojsko ukraińskie, w wycofując się 19 marca 1919 wysadziło przy pomocy ekrazytu jeden z agregatów w Woli Dobrostańskiej. Dwóch agregatów nie wysadzono ponieważ zamokły lonty, ale przez 105 dni Lwów nie miał dostępu do wody pitnej z wodociągu.
Dodatkowo w 1925 uruchomiono wodociąg ze wsi Szkło, położonej 7 km na północny zachód od Woli Dobrostańskiej, pobierało ono wodę ze źródła rzeki Szkło. W 1927 zakład wodociągowy stał się samodzielną instytucją, zarejestrowaną jako oddzielna spółka prawa handlowego. Ponieważ ilość zużywanej wody nie była limitowana i duża jej część była marnowana w 1928 zaczęto zakładać wodomierze. Na początku 1928 rozpoczęto eksploatację źródła w Wielkopolu, wsi położonej ok. 2,6 km od Woli Dobrostańskiej. Równocześnie powstała stacja wyrównawcza w Karaczynowie, pozwoliło to na zmniejszenie ciśnienia w rurociągu głównym. W latach 1932–1933 wybudowano wodociągi w dzielnicach Nowy Lwów, górny Łyczaków, Jałowiec i Pasieki. Ze względu na różnicę poziomów konieczna była budowa dwóch stacji pomp i wież wodnych przy ulicy Cieszyńskiej (obecnie Tarnopolska) i Łyczakowskiej, które powstały według projektu Witolda Minkiewicza.
W listopadzie 1935 do Woli Dobrostańskiej doprowadzono sieć energetyczną, dawne pompy nurowe napędzane silnikami parowymi zastąpiono mechanizmami elektrycznymi. Na początku 1936 działało ogółem siedem stacji pomp, cztery w Woli Dobrostańskiej i po jednej w Szkle, Wielkopolu i na górnym zbiorniku we Lwowie, sieć wodociągowa liczyła 185 km, a cały układ zasilający ok. 7000 km.

## Działalność przedsiębiorstwa
Lwiwwodokanał pozyskuje wodę z ujęć powierzchniowych w okolicach Woli Dobrostańskiej oraz wydobywa ze 180 studni artezyjskich, które tworzą 17 ujęć i transportuje ją wodociągami do odbiorców na terenie Lwowa i do okolicznych miejscowości. Odbiera ścieki, zapewnia ich transport systemem kanalizacyjnym oraz poddaje mechanicznemu i biologicznemu oczyszczeniu. Sieci magistrali wodociągowych mają długość 600 km, a sieci wodne 1100 km. Ilości wody pozyskiwanej zarówno wodociągiem, jak i ze źródeł artezyjskich są na potrzeby miasta niewystarczające, duża część miasta ma dostęp do wody tylko 6 godzin dziennie. Dodatkowym problemem są korodujące rury dostarczające wodę. Od 29 grudnia 2009 zwiększono limit zużycia wody, ale nadal nie jest to dostęp całodobowy.